# Amphicoma amaliae
Amphicoma amaliae es una especie de coleóptero de la familia Glaphyridae.

## Distribución geográfica
Habita en China.